# پترا اونکل
پترا اونکل (آلمانی: Petra Unkel؛ زادهٔ ۳ مارس ۱۹۲۵ - درگذشتهٔ ٢٠٠١) بازیگر، صداپیشه و هنرمند کاباره اهل آلمان بود.
از فیلم‌ها یا مجموعه‌های تلویزیونی که وی در آن‌ها نقش داشته‌است می‌توان به سلام، بانوی جوان! اشاره نمود.